# جبهه ملی ایران (پنجم)

## جبهه ملی در دهه شصت
پس از اعلام حکم ارتداد، رژیم دستگیری سران و مسوولین جبهه ملی را آغاز نمود و طی یک سال اکثریت اعضای هیئت اجرایی و هیئت رهبری و شورای مرکزی جبهه ملی دستگیر شدند. سایر اعضا نیز مجبور به زندگی مخفی یا ترک ایران شدند. در گزارش در دهه ۶۰ چه گذشت در این زمینه چنین آمده است:
شخصیت‌های ملی و رهبرانی که ناچار به ترک ایران شدند
در سال ۱۳۶۰ عده‌ای از اعضاء شورای جبهه ملی و مسئولان آن بازداشت شدند. در اوضاع ویژه‌ای که برجامعه حاکم بود دستگیری‌ها ادامه داشت. تنی چند از رهبران تراز اول جبهه ملی مانند کریم سنجابی، مهدی آذر، مسعود حجازی، قاسم لباسچی، ادیب برومند و اصغر پارسا که زندگی مخفی را برگزیده بودند هر روز احتمال گرفتار شدن آنان وجود داشت. خسرو قشقایی عضو باسابقه جبهه ملی و از یاران نزدیک محمد مصدق در سال ۱۳۶۱ به اتهام ارتباط با دولت آمریکا اعدام شد.

عده‌ای هم به زندان افتاده بودند که نامهای برخی از آنان چنین بود: علی اردلان عضو هیئت رهبری؛ منوچهر اطمینانی از سازمان اصناف؛ هوشنگ اعتصامی فر از کارگران؛ فرهاد اعرابی از کرج؛ حسین بیک زاده از اصناف کرج؛ ابوالفضل قاسمی دبیرکل حزب ایران که قبل از ۲۵ خرداد بازداشت شده بود؛ عباس عابدی تجریشی دبیر دبیرستانها و عضو کمیته شمیران؛ محمد شاهدی از سازمان کارمندان؛ فرهاد بیشه‌ای از سازمان جوانان؛ حسن خرمشاهی مسئول کمیته اصناف و عضو شورای مرکزی جبهه ملی (او اولین فردی بود که روز ۲۵ خرداد در میدان انقلاب بازداشت گردید)؛ مهدی غضنفری از اصناف و عضو هیئت اجرائیه جبهه ملی؛ صادق طوسی از اصناف؛ علیقلی سوزنی از بازار؛ اسدالله مبشری عضو شورای مرکزی جبهه ملی؛ سرتیپ بازنشسته ناصر مجللی عضو شورای مرکزی جبهه ملی (اولین رئیس شهربانی پس از انقلاب)؛ حسین نایب حسینی از کمیته اصناف؛ محمد یگانه مسئول کمیته کَن و از اصناف؛ صمد ملکی از کارمندان؛ کریم دستمالچی از بازار؛ پرویز ورجاوند عضو شورای مرکزی و هیئت اجرائیه. یادآوری می‌شود که در همان روز ۲۵ خرداد ۶۰ صدها نفر از اعضا و طرفداران جبهه ملی درکوچه و خیابان و بازار دستگیر شدند. زندانیان جبهه ملی محدود به نامبردگان نبودند و در شهرستانها هم گروه کثیری در زندان به‌سر می‌بردند، و با پژوهشهایی که در جریان است امید می‌رود که لیست اسامی همه زندانیان جبهه ملی در دهه شصت پیوست این گزارش گردد. درسالهای بعد (تاپایان سال ۶۳) دستگیری‌ها ادامه یافت و کریم سنجابی و مهدی آذر و قاسم لباسچی، مهدی مقدس‌زاده، و احمد مدنی ناچار به مهاجرت از ایران شدند. اصغر پارسا و مسعود حجازی نیز دستگیر گردیدند.
با وجود تمامی فشارها و دستگیری‌های افراد و اعضای جبهه ملی در دههٔ ۶۰ فعالیت جبهه ملی هرگز تعطیل نشد. در دهه ۶۰ سازمان‌های جبهه ملی ایران تحت هدایت مهدی مؤیدزاده (نماینده منتخب شورای رهبری و شورای اجرائی) به صورت غیر علنی و مخفی فعالیت نموده و همچنین ارتباط با اعضا حفظ گردید؛ اما به دلیل فشارهای وارده جبهه ملی قادر به فعالیت‌های دارای نمود خارجی نبود.
جبهه ملی که هجوم حکومت و تعطیلی خود را قطعی می‌دانست در بیست و چهارم خرداد شصت در جلسه مشترک هیئت‌های رهبری و اجرائی جبهه ملی ایران تمامی اختیارات سیاسی و تشکیلاتی جبهه ملی را به اصغر پارسا، قائم مقام هیئت رهبری و مسعود حجازی، قائم مقام هیئت اجرائیه تفویض می‌نماید تا ضمن حذف تشکیلات و ساختار جبهه ملی در برابر سرکوبی که در راه بود راهکاری اندیشیده شود.
در مورد فعالیت‌های دهه شصت جبهه ملی که مورد تأیید جبهه ملی باشد، بجز نوشتار مهدی مویدزاده منبع دیگری وجود ندارد. موسویان رئیس هیئت اجرایی و مسوول تشکیلات جبهه ملی در نامه سرگشاده خود به شورای مرکزی در مورد فعالیت‌های علنی و آخرین نشست شورای مرکزی در دهه ۶۰ چنین می‌نویسد:
... در تابستان سال ۶۴ اعضای باقی‌مانده شورای مرکزی در جلسه‌ای که به دعوت دانشپور نایب رئیس شورا و در منزل حسین شاه‌حسینی تشکیل گردید گرد هم آمدند و پس از بحث و گفتگوی طولانی به این جمع‌بندی رسیدند که جبهه ملی در آن شرایط که کشور درگیر جنگ گسترده با دشمن تجاوزگر خارجی است باید فقط به کار تشکیلاتی خود ادامه دهد و تا پایان یافتن جنگ برای شروع کار سیاسی منتظر بماند.

## جبهه ملی پنجم
جبهه ملی پنجم به دعوت ادیب برومند از سال ۱۳۷۲ مجدداً فعالیت خود را آغاز نمود. ادیب برومند به دنبال چندین ماه فعالیت برای تشکیل جلسه شورای مرکزی جبهه ملی و علی‌رغم احضار مکرر به وزارت اطلاعات جهت عدم برگزاری جلسه، سرانجام اعضا و افراد باقی‌مانده از جبهه ملی چهارم را جهت تشکیل جلسه شورای مرکزی دعوت نموده و رسماً آغاز فعالیت‌های مجدد جبهه ملی را اعلام نمود. اعضای باقی مانده شورای مرکزی جبهه ملی (از شورای سال ۱۳۶۰) در زمان آغاز فعالیت‌های علنی جبهه ملی (پنجم) از اعضای شورای مرکزی پیشین (جبهه ملی چهارم) به شرح زیر بودند:
ادیب برومند، علی اردلان، پرویز ورجاوند، سید حسین موسویان، شمس الدین امیرعلائی، پرویز دبیری، حسن شهیدی، باقر قدیری‌اصل، ناصر مجللی، حسین شاه‌حسینی، حسن لباسچی، فرشید افشار، حسن خرمشاهی.
پس از گفتگوهای مفصل ادیب برومند به سمت رئیس شورای مرکزی انتخاب و مقرر شد که برای اداره امور جبهه ملی ۲ نفر از اعضای باقی‌مانده هیئت رهبری ادیب برومند و علی اردلان، ۲ نفر از اعضای هیئت اجرایی پرویز ورجاوند ناصری و حسین موسویان و ۲ نفر از شورای مرکزی حسین شاه‌حسینی و حسن لباسچی هیئت اجرایی را به صورت مشترک تشکیل دهند.
اندکی بعد مطابق با ساختار اساسنامه سال ۱۳۵۸ شورای مرکزی جبهه ملی اقدام به انتخاب هیئت رهبری سه نفره شامل:ادیب برومند، نظام الدین موحد، علی اردلان و هیئت اجرایی پنج نفره شامل: پرویز ورجاوند ناصری، سید حسین موسویان، مسعود حجازی، غلامرضا رحیم و حسن لباسچی نمود.
در هیئت اجرایی سید حسین موسویان مسوول تشکیلات، پرویز ورجاوند سخنگوی جبهه ملی و مسعود حجازی رئیس هیئت اجرایی گردیدند.

## جبهه ملی و فعالیت‌های سیاسی در دهه ۷۰ و ۸۰

### انتخابات مجلس پنجم
جبهه ملی پنجم در سال۱۳۷۴ در نخستین مواجهه خود با انتخابات طی بیانیه‌ای خواستار آزادی احزاب -آزادی بیان و آزادی مطبوعات مخالف را پیش شرط‌های برگزاری انتخابات دانست و خواستار تحقق یافتن ان از سوی رژیم جمهوری اسلامی ایران در جهت برگزاری یک انتخابات سالم و آزاد گردید.
شروط جبهه ملی ایران برای شرکت در انتخابات دوره پنجم مجلس شورای اسلامی:
- آزادی احزاب و جمعیت‌ها
- آزادی مطبوعات موافق و مخالف
- آزادی سخنرانی در انجمن‌ها و مجامع عمومی مانند پارک‌ها
- آزادی پخش اطلاعیه و اوراق انتخاباتی و عکس نامزدها
- آزادی استفاده از بلندگوهای متحرک
- امنیت برای حضور در پای صندوق رای‌گیری
- تشکیل انجمنهای اصلی و فرعی نظارت از معتمدان محلی غیر وابسته به حکومت[۱۱][۱۲]

سپس جبهه ملی در بیانیه‌های آبان ماه ۱۳۷۴ و سوم دی ماه ۱۳۷۴ نیز به دلیل عدم تحقق شروط ذکر شده امکان برگزاری یک انتخابات آزاد را منتفی دانست و اعلام نمود که در انتخابات مجلس شورای اسلامی دوره پنجم شرکت نمی‌کند و به همین علت هیچ‌یک از اعضای جبهه ملی برای انتخابات ثبت نام نمی‌کنند.
جبهه ملی مجدداً در بیانیه‌ای انتخابات مجلس شورای اسلامی دوره پنجم را تحریم کرده و اعلام نمود که نه تنها در این انتخابات شرکت نمی‌کند بلکه هیچ‌کدام از کاندیداها نیز مورد تأیید جبهه ملی ایران نمی‌باشند.

### انتخابات ریاست جمهوری دوره هفتم
جبهه ملی درراستای سیاست انتقادی در انتخابات ریاست جمهوری ۱۳۷۶نیز شرکت نکرد اما پس از آن با نوشتن نامه و نشر بیانیه خواسته‌های خود را به صورت شفاف با رئیس‌جمهور منتخب یعنی سید محمد خاتمی در میان گذاشت. در بهمن ۱۳۷۶ شورای مرکزی جبهه ملی طی یک نامه سرگشاده خواستار استقرار حکومت قانون، اصلاح قوانین حتی قانون اساسی در جهت استقرار حاکمیت ملی، صراحت و صداقت با مردم و گزارش امور به آنان، تأمین آزادی بیان و نشر عقاید و افکار و آزادی‌های سیاسی و اجتماعی مبارزه با سانسور، اصلاح قوانین دادگاه‌ها، تصویب قوانین حمایتی از حقوق و موقعیت زنان و اصلاحات در وزارتخانه‌ها می‌گردد. در این بیانیه ۱۲
صفحه‌ای جبهه ملی در ۹ بند به شرح مشکلات و راه کارهای ان می‌پردازد و در زمینه اقتصاد، سیاست خارجی نیروهای انتظامی و امنیتی، رادیو و تلویزیون، آزادی احزاب و… نظرات خود را بیان می‌کند.

### انتخابات مجلس دوره ششم
اما جبهه ملی در انتخابات مجلس شورای اسلامی (دوره ششم) ۱۳۷۸ روشی متفاوت را درپیش می‌گیرد و با شعار همه جا - یک نفر- یک رأی - یک قدم خواستار حضور مردم در پای صندوق‌های رأی می‌گردد اگرچه خودش برای این انتخابات نامزدی را اعلام نمی‌کند.

### ترمیم شورا و تغییرات در هیئت رهبری و هیئت اجرایی دهه هفتاد و قبل از پلنوم صالح
جبهه ملی در سال‌های پایانی دهه ۷۰ با درگذشت علی اردلان، حشمت الله خیاط زاده، ایرج وامقی و از دست دادن نفراتش نیاز به ترمیم در شورای مرکزی را حس کرده و طی ۲ جلسه در مورخ‌های ۲۶ و ۲۷ آبان ماه ۱۳۷۹ که به ترتیب در منزل حسین شاه‌حسینی و علی اردلان برگزار می‌گردد، داوود هرمیداس باوند، زعیمی، مرتضی بدیعی، ابوالفضل میر شهشهانی، غلامحسین خیر، را به سمت عضویت در شورای مرکزی انتخاب می‌کند. به این ترتیب نفرات شورای مرکزی به ۲۷ نفر ارتقاء می‌یابد.
مدتی پس از این ترمیم انتخابات شورای رهبری، هیئت ریسه شورای مرکزی، و هیئت اجرایی برگزار می‌گردد که در انتخابت جدید اعضای هیئت رهبری به شرح زیر انتخاب می‌شوند:

ادیب برومند رئیس هیئت رهبری، پرویز ورجاوند سخنگوی جبهه ملی، نظام الدین موحد، داوود هرمیداس باوند، عباس امیرانتظام

هیئت اجرایی:
مسعود حجازی رئیس هیئت اجرایی، مهدی موید زاده، غلامرضارحیم، حسن خرمشاهی، کوروش زعیمی، حسین موسویان مسوول تشکیلات .

در سال ۱۳۸۰ به دنبال بیماری مسعود حجازی و انصراف از مسوولیت ریاست اجرایی حسین موسویان از سوی اعضای هیئت اجرایی به سمت ریاست هیئت اجرایی و مسوول تشکیلات انتخاب شد.

## پلنوم الله‌یار صالح ۱۳۸۲
گزارش پلنوم اللهیار صالح
جبهه ملی ایران در سال ۱۳۸۲ توانست پلنوم خود را تحت عنوان عنوان پلنوم الله‌یار صالح برگزار نماید. در این پلنوم اساس‌نامه جدید جبهه ملی ایران، اصول ۷ گانه، خط مشی جبهه ملی مشخص گردید. برای برگزاری این انتخابات هیأتی مرکب از حسین راضی، حسین شاه‌حسینی و خسرو سعیدی از سوی اعضای شورای مرکزی انتخاب شدند تا مقدمات برگزاری پلنوم را فراهم آورند. پس از نزدیک به یک سال تلاش، سرانجام در ۲ آبان ۱۳۸۲ پلنوم الله‌یار صالح با حضور ۸۶ نفر از منتخبان برگزار می‌گردد.
پلنوم توسط ادیب برومند رئیس شورای مرکزی افتتاح گردید. ریاست سنی جلسه بر عهده حسن شهیدی قرار داشت که با توجه به عدم حضور ایشان نظام الدین موحد به اتفاق جوان‌ترین افراد حاضر در جلسه یعنی احمد عبدالحسنیان و رامین ناصح مسئولیت اداره جلسه تا برگزاری انتخابات هیئت رئیسه را برعهده گرفتند.
در انتخابات هیئت رئیسه ادیب برومند به سمت رئیس و نظام الدین موحد نایب رئیس اول و تیمسار ناصر فربد به سمت نایب رئیس دوم انتخاب شدند و خانم فرشید افشار و عباسعلی صحافیان به سمت منشی‌های جلسه انتخاب گردیدند.
دراین پلنوم حسین موسویان رئیس هیئت اجرایی و تشکیلات گزارشی از روند فعالیت‌های جبهه ملی در چند سال اخیر داد و سپس مشترکان در پلنوم در مورد مسایل گوناگون نظرات خود رابیان کردند.
در انتهای برای سه کمسیون بازنگری در منشور، بازنگری در اساسنامه و تدوین بیانیه سیاسی پلنوم رای‌گیری به عمل آمد که افراد به شرح زیر انتخاب شدند.

کمسیون بازنگری در منشور: (پرویز ورجاوند، داوود هرمیداس باوند، ادیب برومند، هرمز ممیزی، منوچهر ملک قاسمی)؛ 

کمسیون بازنگری در اساسنامه: (ادیب برومند، حسین موسویان، محسن فرشاد، نظام الدین موحد، کوروش زعیم 

کمسیون تدوین بیانیه سیاسی پلنوم: (ادیب برومند، داوود هرمیداس باوند، محسن فرشاد، نظام الدین موحد، پرویز ورجاوند) 

پس از ان برای عضویت در شورای مرکزی رای‌گیری شد که از میان داوطلبان ترتیب آرای مأخوذه به این شرح بود:
1. داوود هرمیداس باوند
2. نظام الدین موحد
3. ادیب برومند
4. علی رشیدی
5. مه‌لقا اردلان
6. پرویز ورجاوند (ناصری)
7. حسین شاه‌حسینی
8. خسرو سعیدی
9. پریچهر مبشری
10. عباس امیرانتظام
11. سید حسین موسویان
12. هرمز ممیزی
13. ناصر فربد
14. فرشید افشار
15. باقر قدیری اصلی
16. منوچهر ملک قاسمی
17. مرتضی بدیعی
18. محسن فرشاد
19. جمال درودی
20. غلامرضارحیم
21. حسین راضی
22. حسن خرمشاهی
23. مهدی مؤیدزاده
24. علی اکبر نقی‌پور
25. پرویز دبیری
26. حسن قدیانی
27. رامین ناصح
28. عباسعلی صحافیان
29. حسن شهیدی
30. اصغر فنی پور
31. جهانشاه برومند
32. عیسی حاتمی
33. اسماعیل حاجی قاسمعلی
34. کورش زعیم
35. ابوالفضل نیماوری
36. محمّدحسین عزت زاده

شورای مرکزی در اولین جلسه خود پس از تشکیل ادیب برومند را به سمت رئیس و منوچهر ملک قاسمی را به سمت نایب رئیس نخست و حسین شاه‌حسینی را به سمت نایب رئیس دوم انتخاب نمود و همچنین فرشید افشار و حسین عزت زاده به سمت منشی جلسات انتخاب شدند.
شورای مرکزی هیئت رهبری جبهه ملی را به شمول ادیب برومند (رئیس هیئت رهبری)، عباس امیرانتظام، داوودهرمیداس باوند، پرویز ورجاوند (سخنگو)، نظام الدین موحد، تیمسار ناصر فربد انتخاب نمود
اعضای هیئت اجرائی منتخب شورا عبارت بودند از: حسین موسویان، مهدی مؤید زاده، کوروش زعیم، خسرو سعیدی، مه‌لقا اردلان، اصغر فنی پور، غلامرضارحیم

### تغییرات در جبهه ملی ایران پس از پلنوم صالح
پس از پلنوم اللهیار صالح و در طول دهه هشتاد تغییرات وسیعی در شورای مرکزی جبهه ملی ایران صورت می‌گیرد.
- هیئت رهبری

هیئت رهبری اولیه منتخب توسط شورای مرکزی توسط گروهی پنج نفره ادیب برومند (رئیس هیئت رهبری)، عباس امیرانتظام، داوودهرمیداس باوند، پرویز ورجاوند (سخنگو)، نظام الدین موحد، تیمسار ناصر فربد شروع به کار می‌کند وبا فوت نظام الدین موحد، پرویز ورجاوند، شورای مرکزی علی رشیدی به عضویت هیئت انتخاب می‌کند. عباس امیرانتظام نیزاز هیئت رهبری به دلیل برخی از از مشکلات ناشی از بیماری با محدود کردن فعالیت‌های خویش به عنوان مشاور هیئت رهبری جبهه ملی فعالیت خود را ادامه دادند.
- هیئت اجرایی

در هیئت اجرایی نیز تغییرات نیز رخ می‌دهد و دو نفراز اعضای اولیه هیئت اجرایی بانو مه‌لقا اردلان و کوروش زعیم استعفاء و مهدی موید زاده، غلامرضا رحیم و خسرو سعیدی فوت می‌کنند.
- شورای مرکزی

با گذشت یک دهه از پلنوم صالح تعداد اعضای شورای مرکزی نیز با خروج رامین ناصح از شورای مرکزی و فوت عباسعلی صحافیان، حسن شهیدی، اسماعیل حاج قاسمعلی، حسین راضی، پرویز دبیری، علی اکبر نقی پور، حسن خرمشاهی کاهش می‌یابد.

## جبهه ملی در دهه ۹۰

### اولین ترمیم شورای مرکزی جبهه ملی ایران ۱۳۹۰
با وجود محدودیت‌ها انتخابات داخلی برای مشخص شدن نمایندگان سازمان‌ها برای برگزاری پلنوم جبهه ملی در سال ۱۳۸۷، برگزار شد و نزدیک به ۱۰۰ نفر از اعضای سازمان‌ها جهت شرکت در کنگره جبهه ملی انتخاب شدند ولی با ممانعت وزارت اطلاعات این کنگره برگزار نگردید.

با وجود مخالفت‌ها سرانجام در۲۸مهرماه ۱۳۹۰ شورای مرکزی جبهه ملی ایران بر اساس اساسنامه خود اقدام به ترمیم شورای مرکزی کرد. در اولین ترمیم از میان نامزدهای ورود به شورای مرکزی که منتخب سازمان‌ها بودند، پوریا مطهری، نصراله جمشیدی، جمشید وحیدا، جمشید میرعمادی، محمد ملک‌خانی، محمد اولیائی فرد ،شاهین سپنتا و علی محمدی را با رأی دو سوم اعضای شورا به عضویت در شورای مرکزی جبهه ملی ایران انتخاب کردند. همچنین محمد صادق مسرت و جواد شرف الدین به عنوان نمایندگان حزب مردم ایران و امیرابراهیمی به عنوان نماینده حزب ایران به شورا معرفی شدند.
که در این میان پوریا مطهری و اولیایی فر (به دلیل خروج از ایران) در جلسات شرکت نکرده و عضویت آنان در شورای مرکزی ادامه نیافت.

### دومین ترمیم شورای مرکزی جبهه ملی ایران ۱۳۹۴
بیست و یکم اردیبهشت ماه ۱۳۹۴ جلسه شورای مرکزی با وجود ممانعت‌ها تشکیل و طی این جلسه هوشنگ خیراندیش، هوتن دولتی، علی حاج قاسمعلی، حسین مجتهدی، فرهاد بیشه‌ای و رضا گل نراقی از کاندیداهای عضویت در شورای مرکزی به عضویت شورا درآمدند.

### انتخاب هیئت‌های سه‌گانه جدید (پس از ترمیم)
در بیست و یکم اردیبهشت ماه ۱۳۹۴ جلسه شورای مرکزی تشکیل و هیئت‌های سه‌گانه انتخاب شدند. در این انتخابات برای هیئت رهبری دو نفر و هیئت رئیسه تنها یک نفر حائز رأی لازم (۲/۳ ارا) شدند لذا مجدداً انتخاباتی برای تکمیل هیئت رهبری و هیئت رئیسه در مورخ ۱۸/۵/۱۳۹۴ صورت گرفت که در نتیجه اعضای هیئت‌های سه‌گانه به شرح زیر مشخص شد.

هیئت رهبری شامل: ادیب برومند رئیس هیئت رهبری، داوود هرمیداس باوند سخنگوی جبهه ملی، حسین شاه‌حسینی، علی رشیدی و مرتضی بدیعی.

رئیس شورای مرکزی :ادیب برومند

نواب هیئت رئیسه:منوچهر ملک قاسمی و محمد صادق مسرت.

منشی‌ها: ضیاء مصباح و ابوالفضل نیماوری.

هیئت اجرائیه: سید حسین موسویان، محسن فرشاد، جمشیدوحیدا، مه‌لقا اردلان، محمد ملک خانی، جمشید میرعماد، حسن قدیانی
در نخستین نشست هیئت اجرائیه در تاریخ ۱۰ خرداد ۱۳۹۴ انتخابات داخلی این هیئت برگزار شد و سید حسین موسویان به عنوان رئیس هیئت اجرائیه و مسئول تشکیلات، مه‌لقا اردلان به عنوان نایب رئیس، منوچهر ملک خانی به عنوان مسئول مالی و تدارکات، جمشید میرعمادی به عنوان مسئول بازرسی، محسن فرشاد به عنوان مسئول انتشارات و تبلیغات، جمشید وحیدا به عنوان مسئول تعلیمات و حسن قدیانی به عنوان مسئول روابط عمومی جبهه ملی ایران برگزیده شدند.
در سال ۱۳۹۵ ادیب برومند رئیس هیئت رهبری و شورای مرکزی - و در سال ۱۳۹۶ حسین شاه‌حسینی عضو شورای رهبری و شورای مرکزی فوت کردند.

### سومین ترمیم شورای مرکزی جبهه ملی ایران ۱۳۹۷
در سالهای ۱۳۹۶ و ۱۳۹۷ تعداد ۱۲ نفر با انتخاب شورای مرکزی به عضویت شورا اضافه شدند.
آذین موحد، ابراهیم احدی، الهه میزانی (امیر انتظام)، پژمان میرکریمی زراسوند، پوراندخت برومند، پیام صفی‌پور، حسین ریاحی، سیدحسن امین، فرید اسدی دهدزی، محمدحسین ملک ختایی، مسعود صالحی، مسعود صفاریان

### انتخابات ۱۳۹۷ و انشعاب جبهه ملی سامان ششم
در آبان سال ۱۳۹۷ انتخابات هیئت رهبری و هیئت اجرایی و هیئت رئیسه شورای مرکزی جبهه ملی ایران برگزار شد.
در این نشست حسین موسویان به سمت رئیس شورای مرکزی، منوچهر ملک قاسمی و صادق مسرت نواب رئیس و ضیاء مصباح و ابوالفضل نیماوری به عنوان منشی‌های شورای مرکزی انتخاب شدند و همچنین هرمیداس باوند، هوشنگ خیراندیش، محسن فرشاد، جمشید میرعمادی و حسین موسویان به سمت اعضای هیئت رهبری، سید حسن امین، علی حاج قاسمعلی، مهندس کورش زعیم، دکتر رضا گل نراقی، محمد ملک خانی، ودکتر جمشید وحیدا به عنوان اعضای هیئت اجرائیه جبهه ملی انتخاب شدند. اما دو روز بعد پنج نفر از اعضای شورای مرکزی شامل عیسی خان حاتمی، جمال درودی، علی رشیدی، کورش زعیم و شاهین سپنتا (شاهین سپنتا از این مجموعه شده شده و به جبهه ملی ایران برگشت) از جبهه ملی ایران خارج شده و اعلام مجموعه ای بنام جبهه ملی سامان ششم را کردند.
بعد از آن در تاریخ سی و یکم اردیبهشت ۱۳۹۸ شورای مرکزی جبهه ملی با تصحیح اساسنامه خود هیئت‌های رهبری و اجرایی را در هم ادغام کرده و یک هیئت واحد بنام رهبری - اجرایی ایجاد می‌کند. همچنین در همین جلسه سید حسن امین به دلیل آنچه که تخلفات تشکیلاتی و عدم رعایت آئین‌نامه انضباطی اعلام شد از مجموعه جبهه ملی ایران کنار گذاشته می‌شود.
در اولین دوره انتخابات برای اعضای هیئت رهبری اجرایی حسین موسویان، جمشید میرعمادی، جمشید وحیدا، محسن فرشاد، ابوالفضل نیماوری، اصغر فنی پور، محمد ملک‌خانی به عنوان اعضای هیئت رهبری اجرایی انتخاب شدند.

### انتخابات ۱۴۰۲
جلسه شورای مرکزی جبهه ملّی ایران به تاریخ ۲۴ آذرماه ۱۴۰۲ برگزار بر اساس این انتخابات اعضای هیئت رئیسه شورای مرکزی عبارتند از:
حسین موسویان رئیس شورای مرکزی جبهه ملّی ایران، گل‌نراقی و علی حاج‌قاسمعلی نواب رئیس شورای مرکزی جبهه ملّی ایران. محمدرضا شفیع‌زاده و مریم وکیلی به عنوان منشی هیئت رئیسه شورای مرکزی جبهه ملی ایران.
همچنین اعضای رهبری - اجرایی نیز توسط شورای مرکزی به شرح زیر انتخاب شد::
- حسین موسویان رئیس هیئت رهبری - اجرایی جبهه ملّی ایران
- رضا گل‌نراقی نایب رئیس هیئت رهبری - اجرایی جبهه ملی ایران
- محسن فرشاد سخنگوی جبهه ملّی ایران
- مریم وکیلی منشی هیئت رهبری - اجرایی جبهه ملی ایران

در جلسه شورای مرکزی جبهه ملّی ایران، ماده ۲۵ اساسنامه جبهه ملّی ایران اصلاح شده و اعضای هیئت رهبری - اجرایی جبهه ملّی ایران از ۹ نفر به ۷ نفر کاهش یابد.
در اردیبهشت ۱۴۰۳ در انتخابات تحقیق و تفحص جبهه ملی ایران محسن فرشاد، رضا گل‌نراقی و امیرابراهیمی به مدت دوسال برای فعالیت در کمیته مزبور انتخاب شدند و با توجه به استعفای مریم وکیلی، جهت تکمیل اعضای هیئت رئیسه شورای مرکزی جبهه ملی ایران، حسین ملک ختایی به‌عنوان منشی شورا و همچنین آذین موحد نیز به‌عنوان عضو هیئت رهبری-اجرایی انتخاب شدند.
در شهریور ۱۴۰۳ به دنبال استعفای آذین موحد از هیدت رهبری - اجرایی ، انتخابات برگزار و فرید دهدزی به این سمت انتخاب شد. به این ترتیب در پایان شهریور ۱۴۰۳ اعضای رهبری اجرایی جبهه ملی ایران به این شرح فعالیت می‌کردند:
- سید حسین موسویان رئیس هیئت رهبری - اجرایی جبهه ملّی ایران
- رضا گل‌نراقی نایب رئیس هیئت رهبری - اجرایی جبهه ملی ایران
- محسن فرشاد سخنگوی جبهه ملّی ایران
- محمدصادق مسرت
- علی محمدی
- محمد ملک خانی
- فرید دهدزی

### اعضای شورای مرکزی جبهه ملی ایران طی سالهای ۱۳۷۳ الی ۱۴۰۳
اعضای شورای مرکزی جبهه ملی:
1. ابراهیم احدی (کناره‌گیری)
2. ابراهیم منتصری (۱۴۰۰ فوت)[۳۵]
3. ابوالفضل میرشمس شهشهانی (درگذشت)
4. ابوالفضل نیماوری
5. ادیب برومند (درگذشت ۱۳۹۵)
6. آذین موحد (استعفا۱۴۰۳)
7. اسماعیل حاجی قاسمعلی (درگذشت)
8. اصغر فنی پور (درگذشت ۱۴۰۲)
9. الهه میزانی (امیرانتظام) (استعفا۱۴۰۳)
10. امیرمحمد شریفی (استعفا ۱۴۰۴)
11. باقر قدیری‌اصل (درگذشت ۱۴۰۲)
12. بیژن ملک‌احمدی
13. پرویز دبیری (درگذشت)
14. پرویز ورجاوند (درگذشت)
15. پریچهر مبشری (استعفا۱۴۰۳)
16. حشمت الله خیاط زاده (درگذشت۱۳۷۹)
17. پژمان میرکریمی زراسوند (۱۴۰۱ استعفا)
18. پوراندخت برومند (کناره‌گیری)
19. پوریا مطهری (خروج از کشور و پایان عضویت در شورا۱۳۹۱)
20. پیام صفی‌پور (۱۴۰۰ استعفا)
21. تیرداد بنکدار (۱۴۰۳ استعفا)
22. جمال درودی (۱۳۹۸ خروج وانشعاب)
23. جمشید میرعمادی (درگذشت ۱۴۰۰)
24. جمشید وحیدا
25. جهانشاه برومند
26. جواد شرف الدین (۱۳۹۹ فوت)[۲۶]
27. حسن خرمشاهی (درگذشت)
28. حسن شهیدی (درگذشت)
29. حسن قدیانی (۱۳۹۷ - کناره‌گیری)
30. حسن لباسچی (درگذشت)
31. حسین راضی (درگذشت)
32. حسین ریاحی
33. حسین شاه‌حسینی (۱۳۹۶ فوت)
34. حسین مجتهدی (خروج از کشور و پایان عضویت در شورا۱۴۰۳)
35. خسرو سعیدی (درگذشت)
36. داوود هرمیداس باوند (۱۳۹۸ خروج وانشعاب)
37. رامین ناصح (استعفا)
38. رضا گل نراقی
39. رضا قاسمی مقدم (درگذشت)
40. سعید فاطمی (درگذشت)
41. سید حسن امین (۱۳۹۶–۱۳۹۸ لغو عضویت[۲۷]، بازگشت:۱۴۰۴)
42. سید حسین موسویان
43. شاهین سپنتا (۱۳۹۸ انشعاب) -(بازگشت به جبهه ملی ایران ۱۳۹۹- استعفا ۱۸ آبان ۱۴۰۲)
44. ضیا مصباح (۱۳۹۲–۱۴۰۲ - لغوعضویت در شورای مرکزی به دلیل عزل از نمایندگی حزب مردم ایران)
45. عباس امیرانتظام (درگذشت ۱۳۹۷)
46. عباسعلی صحافیان (درگذشت)
47. علی رشیدی ۱۳۹۸ خروج وانشعاب)
48. علی محمدی
49. علی حاج قاسمعلی
50. علی اکبر نوشین (درگذشت)
51. علی رضا خیاط زاده
52. عیسی حاتمی (۱۳۹۸ خروج وانشعاب)
53. غلامحسین خیر (درگذشت)
54. غلامرضارحیم (درگذشت)
55. فرشید افشار (استعفا و کناره‌گیری از شورا ۱۴۰۲)
56. فرهاد امیرابراهیمی (استعفا۱۴۰۳)
57. فرهاد بیشه‌ای
58. فرید اسدی دهدزی
59. کوروش زعیم (۱۳۹۸ خروج وانشعاب)
60. محسن فرشاد
61. [محمد اولیایی‌فرد]] (خروج از کشور و پایان عضویت در شورا۱۳۹۱)
62. محمد اسدی (استعفا۱۴۰۳)
63. محمدصادق مسرت
64. محمد ملک خانی
65. محمدحسین عزت زاده (کناره‌گیری)
66. محمدحسین ملک ختایی (استعفا۱۴۰۳)
67. محمدرضا شفیع‌زاده (استعفا ۱۴۰۴)
68. محمدرضا عالم زاده (درگذشت)
69. مرتضی بدیعی
70. مریم وکیلیان (استعفا و کناره‌گیری از شورا ۱۴۰۲)
71. مسعود حجازی (درگذشت)
72. مسعود صالحی (۱۴۰۰استعفا)
73. مسعود صفاریان. (۱۴۰۰ استعفا)
74. منوچهر ملک قاسمی (کناره‌گیری از شورا ۱۴۰۲)
75. مهدی مؤیدزاده (درگذشت)
76. مهرگان وثوق
77. مه‌لقا اردلان (۱۳۹۴ فوت)
78. ناصر فربد (۱۳۹۸ فوت)
79. ناصر مجللی (درگذشت)
80. نصرالله جمشیدی (۱۳۹۵فوت)
81. نظام الدین موحد (درگذشت)
82. هرمز ممیزی (۱۳۹۴ فوت)
83. هوتن دولتی (۱۴۰۱- کناره‌گیری به دلیل تغییر اساسنامه و ممنوعیت حضور اعضای خارج از کشور در شورای مرکزی)
84. هوشنگ خیراندیش (۱۳۹۹ درگذشت)

- [۳۶][۳۷][۳۸][۳۹][۴۰][۴۱]

## عضویت حزبحزب سوسیال دموکرات و لائیک ایراندر جبهه ملی
به دنبال در خواست حزب سوسیال دموکرات و لائیک ایران، این موضوع در جلسه شورای مرکزی جبهه ملی در آبان ۱۴۰۰ مطرح و به تأیید شورا رسید. و این سازمان به عنوان یکی از احزاب سه‌گانه عضو جبهه ملی محسوب شد.

## احزاب عضو جبهه ملی
احزاب زیر عضو جبهه ملی ایران محسوب می‌شوند:
1. حزب ایران
2. حزب مردم ایران
3. حزب سوسیال دموکرات و لائیک ایران

## تشکیلات و برنامه‌های جبهه ملی
مطابق با اساسنامه جبهه ملی دارای یک ساختار مبتنی بر دو اصل مرکزیت شورایی و دموکراسی سازمانی است.

## تشکیلات جبهه ملی
مطابق با اساسنامه، جبهه ملی دارای یک ساختار مبتنی بر دو اصل مرکزیت شورایی و دموکراسی سازمانی است.
تشکیلات جبهه ملی به قرار زیر است:
1. کنگره
2. مجمع عمومی مسئولان سازمان‌ها (پلنوم)
3. شورای مرکزی
4. هیئت رهبری-اجرائی
5. کمیته‌های استان و شهرستان
6. سازمان‌ها و کمیته‌های سازمانی جبهه ملی (سازمان زنان، سازمان دانش آموزان ونوجوانان، سازمان دانشجویان (دانش آموختگان و دانشجویان)، سازمان دانشگاهیان و پژوهشگران، سازمان فرهنگیان، سازمان کارگران، سازمان بازار و اصناف و پیشه وران، سازمان کشاورزان، سازمان کارمندان، سازمان حسابداران و حسابرسان، سازمان مهندسین، سازمان پزشکان، سازمان حقوقدانان، سازمان نویسندگان و هنرمندان، سازمان محلات، سازمان روزنامه نگاران، سازمان ورزشکاران، سازمان صاحبان صنایع و صنعتگران
7. سازمان‌های خارج از کشور
8. هیئت بازرسی و تحقیق

## اصول عقاید و اهداف جبهه ملی ایران
اصل اول- حفظ تمامیت ارضی و یکپارچگی میهنی، استقلال سیاسی و استقرار حاکمیت ملی برخاسته از ارادهٔ عمومی ملت ایران در نظام جمهوری مبتنی بر اصول دموکراسی، حقوق بشر و حاکمیت قانون.
اصل دوم- تلاش برای تأمین و حفظ حقوق و آزادی‌های اساسی مردم ایران به‌ویژه آزادی عقیده و بیان، آزادی احزاب، انتخابات، مطبوعات و کوشش برای برقراری تساوی حقوق زن و مرد و موازین حقوق بشر.
اصل سوم- تأکید بر جدایی دین از حکومت به منظور فراهم نمودن امکان بهره‌مندی از تمامی توان ملی و مردمی جامعه ایران.
اصل چهارم- استقرار عدالت اجتماعی و بالا بردن سطح رفاه عمومی از طریق رشد تولید و افزایش اشتغال و توزیع عادلانه درآمد ملی.
اصل پنجم- صیانت از حقوق شهروندی برابر و حمایت از اعتقادات، آداب و رسوم، و فرهنگ و هنر اقوام و همهٔ مردم ایران.
اصل ششم- تقویت، پاسداری و گسترش زبان فارسی به‌عنوان زبان ملی و رسمی و مشترک ایرانیان ضمن احترام و تأکید بر محافظت از زبان‌ها و گویش‌های مختلف اقوام ایران زمین.
اصل هفتم- اتخاذ سیاست خارجی مستقل جهت حفظ مصالح و منافع ملی (موازنه منفی) و حفظ تمامیت ارضی کشور، پشتیبانی از اصول و هدف‌های منشور ملل متحد و دوستی و احترام متقابل با همه ملت‌ها و کشورها به‌ویژه کشورهای منطقه، و مخالفت با هرگونه تروریسم فردی و گروهی و دولتی.
اصل هشتم- حفاظت و حراست از محیط زیست کشور به‌ویژه نگهداری از جنگل‌ها، مراتع، رودخانه‌ها، تالاب‌ها، حیات وحش، و هوای پاک بر اساس اصول علمی و سیاست‌گذاری صحیح و کارشناسی شده.

## جبهه ملی در خارج از کشور
تشکیل گروه‌های مختلف تحت عنوان نام جبهه ملی که برخی از آنان تحت این نام مواضعی مخالف با اهداف جبهه ملی را بیان داشته بودند جبهه ملی را واداشت که در زمان‌های گوناگون و طی بیانیه‌های مختلف اعلام نماید هیچ‌گونه همبستگی و پیوندی با سازمان‌ها و گروه‌ها و دسته جاتی که در خارج از کشور به نام جبهه ملی تشکیل می‌شوند، ندارد و اساساً این جبهه در خارج از کشور فاقد نماینده و تشکیلات می‌باشد در این مورد در ۲۸ شهریور ماه ۱۳۷۸ در بیانیه‌ای که توسط هیئت رهبری نشر یافته بود چنین می‌خوانیم:
... هر چند گاهی افرادی در خارج کشور تصمیم به تشکیل یک سازمان سیاسی می‌گیرند، بدون سابقه شناسایی و ارتباط با جبهه ملی ایران سازمان خود را با خط مشی و هدفهایی که ناسازگار با اهداف ومبارزات قانونی این جبهه می‌باشد به نام جبهه ملی ایران اعلام می‌دارند از این برای آگاهی عموم لازم گردید خاطر نشان شود که این نوع سازمان‌ها هیچ گونه همبستگی و پیوندی با جبهه ملی ندارند و اساساً جبهه ملی در خارج کشور نمایندگی و تشکیلاتی ندارد…
به دنبال برخی از اظهار نظرها و مسایل پیش آمده مجدداً در دی ماه سال ۱۳۸۹ اعلام شد که جبهه ملی ایران دارای نماینده یا سخنگو و منبع خبری خاصی در خارج از کشور نمی‌باشد.
ادیب برومند رئیس هیئت رهبری جبهه ملی ایران در مورد سازمان‌های جبهه ملی ایران در خارج از کشور نظر رسمی جبهه ملی را به این شرح بیان می‌دارد:
جبهه ملی ایران خود در خارج از کشور هیچ تشکیلاتی ندارد، ولی هواداران جبهه در کشورهای مختلف به تشکیل سازمان‌هایی به نام جبهه ملی دست زده‌اند که چون ما در تهران هیچ گونه وسیله‌ای برای شناسایی و کنترل سازمانی آنان نداریم، نمی‌توانیم رابطه تشکیلاتی با آنها برقرار کنیم. در هر حال، ما از همه سازمان‌هایی که در خارج از کشور به نام جبهه ملی ایران فعالیت می‌کنند انتظار داریم که منشور جبهه ملی ایران را سرلوحه اقدامات خود قرار دهند و مواضع و سیاستگذاری‌های خود را در راستای مواضع و سیاستگذاری‌های جبهه ملی ایران در تهران انجام دهند.